# Orla Hermann Krause
Orla Hermann Krause est un médecin, joueur d'échecs danois, spécialiste des ouvertures d'échecs  né le 3 novembre 1867 à Copenhague et mort le 28 septembre 1935. Il remporta la médaille d'argent par équipe lors de l'olympiade d'échecs de 1927 à Londres.

## Biographie et carrière
Krause était docteur et exerça à l'hôpital de Oringe (sv) (Vordingborg). 
Krause termina deuxième du championnat nordique d'échecs à Copenhague en 1889 et 1916. Il collabora avec Aaron Nimzowitsch dans les années 1920 sur la théorie des ouvertures. Il envoyait ses analyses à des magazines d'échecs allemands ou viennois.

## Contributions à la théorie des ouvertures
Son nom a été donné à plusieurs variantes d'ouvertures, dont
- l'attaque Krause, un sacrifice dans la défense slave, découvert et 1926, présentée par André Chéron dans son traité d'échecs paru en 1927 :
  - 1. d4 d5 2. c4 c6 3. Cf3 Cf6 4. Cc3 dxc4 5. a4 Ff5 6. Ce5, suivi de
    - 6... Cbd7 7. Cxc4 Dc7 8. g3 e5 9. dxe5 Cxe5 10. Ff4 ou
    - 6... e6 qui fut joué lors de l'olympiade d'échecs de 1928 et  lors du championnat du monde d'échecs 1929[2] ;
- la deuxième attaque Krause :
  - 1. d4 d5 2. c4 c6 3. Cf3 Cf6 4. Cc3 dxc4 5. a4 Ff5 6. Ch4 ;
- la variante Krause du début Capablanca, parfois appelée, défense Tarrasch accélérée :
  - 1. d4 d5 2. Cf3 c5 ;
- la variante Krause de la défense semi-Tarrasch :
  - 1. d4 d5 2. c4 e6 3. Cc3 Cf6 4. Cf3 c5 5. Fg5 cxd4 6. Cxd4 e5 7. Cdb5 a6 8. Da4
- le gambit Krause, variante du gambit du roi, aussi appelé gambit Villemson ou gambit Polerio :
  - 1. e4 e5 2. f4 exf4 3. d4 ;
- le système Krause-Panov de la défense Caro-Kann, aussi appelée attaque Panov-Botvinnik, qui fut d'abord analysée par Krause en 1911 ;
- la variante Krause de la partie écossaise des quatre cavaliers :
  - 1. e4 e5 2. Cf3 Cc6 3. Cc3 Cf6 4. d4 Fb4 5. Cxe5 ;
- la variante Krause de la partie italienne :
  - 1. e4  e5 2. Cf3 Cc5 3. Fc4 Fc5 4. c3 Cf6 5. d4 exd4 6. cxd4 Fb4+ 7. Fd2 Cxe4 8. Fxb4 Cxb4 9. Fxf7+ Rxf7 10. Db3+ d5 11. Ce5+ Rf6 12. f3.